# Den långa flykten (film)
Den långa flykten (engelska: Watership Down) är en brittisk animerad dramafilm från 1978. Den regisserades av Martin Rosen, som även producerat filmen och skrivit dess manus. Manuset är baserat på romanen Den långa flykten från 1972 av Richard Adams.

## Handling
Filmen inleds med en "kaninernas skapelseberättelse", där kaninernas tillkomst och roll bland de andra djuren presenteras. Guden som skapat denna värld heter "Frith", och i världen är alla inledningsvis gräsätare. Men kaninerna blir fler och överbetar av gräset, vilket förargar Frith (som förgäves försöker få kaninernas furste El-Ahrairah att kontrollera sitt folk). Frith ger därefter varje djur olika egenskaper och vissa sätts att jaga kaninerna. Kaninerna får dock snabblöpandets gåva, liksom en viss överlevnadsinstinkt.
Därefter inleds filmberättelsen, som kretsar kring en grupp vildkaniner, bosatta nära Sandleford i Berkshire. Några ur kolonin flyr från den, sedan "Femman" (engelska: "Fiver") anat oråd om att någonting hemskt ska hända. Kaninerna leds av "Hassel" ("Hazel"; äldre bror till Femman) tillsammans med "Femman", som inom sig ser målet för flykten som en högt belägen plats.

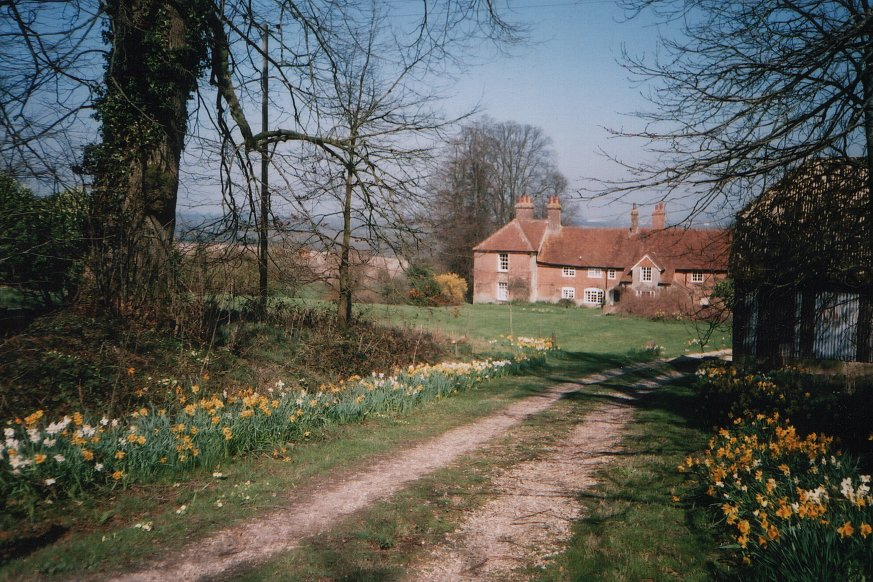
Verklighetens Nuthanger Farm, där Hazel och de andra försöker få en grupp tamkaniner fria.

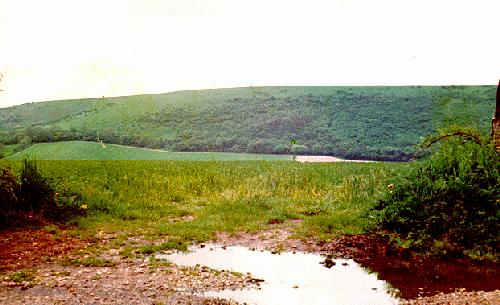
Verklighetens Watership Down (foto 1975).

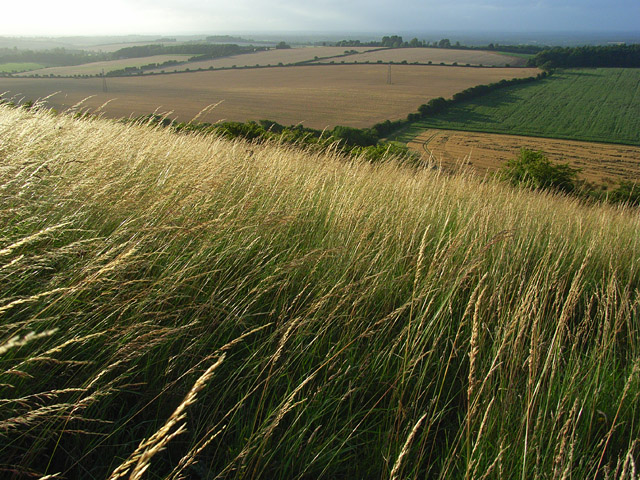
Landskap vid verklighetens Watership Down i norra Hampshire, England.

Resan går sedan genom den engelska landsbygden på jakt efter en plats att slå sig ner, en plats skyddad från allsköns faror. På vägen möter de katter, hundar, rovfåglar och – farligast av dem alla – medlemmar av andra kolonier. Till slut når de sitt mål – Watership Down.

### Teman
Den långa flykten (både boken och filmen) har beskrivits som en allegori, med en berättelse kring kampen mot tyranni och för frihet. Adams historia går i samma spår som många klassiska hjältesagor och sökanden, inklusive sådana författade av Homeros och Vergilius.

## Produktion

### Rollista i urval
Rymlingarna
- "Hassel" (engelska: Hazel; röst av John Hurt)
- "Femman" (Fiver; Richard Briers)
- "Kronan" (Bigwig; Michael Graham Cox) – tidigare officer i kolonins vaktstyra ("owslan")
- "Björnbär (Blackberry; Simon Cadell)
- "Koppen" (Pipkin; Roy Kinnear)
- "Maskros" (Dandelion; Richard O'Callaghan)
- "Silver" (Terence Rigby)
- "Viol" (Violet; gruppens enda hona

Övriga vid Sandleford
- "kapten Järnek" (Capt. Holly; John Bennett)
- "Hövdingen" (Chief Rabbit of Sandleford; Sir Ralph Richardson)

Efrafa-kolonin
- "Gullvivan" (Cowslip; Denholm Elliott)
- (general Woundwort; Harry Andrews)
- Vervain och Chervil (Derek Griffiths)
- (Hyzenthlay; Hannah Gordon)
- (Blackavar; Clifton Jones)

Övriga
- Katten Tab (Lynn Farleigh)
- "Lucy" (Michelle Price)
- skrattmåsen "Kehaar" (Zero Mostel)
- "Frith" (Michael Hordern)
- El-Ahrairah – kaninrasens egensinnige ledare, vars namn betyder "Fursten med tusen fiender"
- "Svarta kaninen" (Black Rabbit of Inlé; Joss Ackland) – en skuggfigur i kaninernas mytologi, ofta med rollen som liemannen
- "Klöver" (Clover; Mary Maddox) – en av tamkaninerna på Nuthanger Farm

### Produktionen
Filmen finansierades via ett oberoende produktionsbolag. Det gav regissören Martin Rosen – som också agerade producent – större frihet att förverkliga sin vision i att göra Adams dramatiska bok rättvisa. Det innebar ett dramatiskt innehåll som inte var särskilt anpassat till en barn- eller familjefilmspublik, och den färdiga filmen kom att presentera ett antal våldsamma och ångestladdade scener. Den inledande skapelseberättelsen är enkelt animerad, men resten av filmen är naturalistisk i stilen och framställer de olika djuren och naturen realistiskt.
Vid produktionsstart 1975 var John Hubley tillsatt som regissör. Han lämnade dock produktionen efter meningsskiljaktigheter med producenten Rosen, som därefter tog över regissörsrollen (i hans första långfilm som regissör).
Animationsbakgrunderna är färglagda i vattenfärg. Miljöerna baserades på kartor och beskrivningar i Adams bok, samt verkliga naturmiljöer i Hampshire. Ett antal förändringar i historien gjordes i förhållande till bokförlagan, bland annat för att minska komplexiteten i Adams bok.

### Röster och musik
Till produktionen av filmdubbningen rekryterades ett antal kända brittiska skådespelare, inklusive John Hurt, Ralph Richardson och Denholm Elliott. Den egensinniga skrattmåsen Kehaar fick röst av Zero Mostel.
Filmmusiken bestod bland annat av Art Garfunkels hitlåt "Bright Eyes", som skrevs av Mike Batt. Den övriga filmmusiken skrevs dock i första hand av Angela Morley, som tagit över uppdraget med kort varsel efter Malcolm Williamson.

## Distribution och mottagande
Filmen hade biopremiär i Storbritannien och blev en framgång, som 1979 års sjätte mest framgångsrika film på bio. Framgången nåddes trots den dramatiska och "vuxna" berättarstilen men delvis hjälpt av den stora framgången för Garfunkels sång "Bright Eyes" (1979 års bästsäljande brittiska singel).
Filmen fick en U-klassning ("lämplig för alla målgrupper") vid Brittiska filminstitutets censurbedömning, trots en hel del våld och vissa ångestfyllda scener. Detta ledde till ihållande kritik, bland annat från recensenter och föräldrar.

### Svensk distribution
Filmen hade premiär i ett antal olika länder hösten 1978 och våren 1979. Till svenska biografer kom den redan 14 oktober 1978. Därefter har den flera gånger givits ut svensktextad VHS (1982 och 1988) och DVD. Filmen har flera gånger sänts på svensk TV, 1995 på SVT1 och 2006 på Canal+.

## Uppföljare
Adams bok har även blivit två gånger förvandlats till TV-serie. Första gången skedde 1999, via en serie som är något ljusare i stilen och även försetts med svensk dubbning.